# Bernhard Heinrich von Bornstedt
Bernhard Heinrich von Bornstedt (né vers 1693 en Prusse et mort le 17 février 1752 au manoir de Guttentag en Haute-Silésie) est un lieutenant général prussien et chef du 9e régiment de cuirassiers.

## Biographie

### Origine
Ses parents sont le colonel prussien et commandant de Pillau et Memel, Ernst Ludwig von Bornstedt (mort en 1706) et son épouse Anna Elisabeth, née von Byern (1650-1693).

### Carrière militaire
Bornstedt rejoint la garde de fusiliers de l'armée prussienne en 1710 en tant que cadet. En novembre 1713, il rejoint le régiment d'infanterie « von Wartensleben » comme enseigne et participe au siège de Stralsund pendant la campagne de Poméranie (de) de 1715/16. Bornstedt rejoint ensuite le nouveau 27e régiment d'infanterie (de) « Anhalt-Dessau » en tant que sous-lieutenant. En 1717/18, il est volontaire dans le corps du général Varenne en Hongrie. A son retour, il reçoit une compagnie dans le 9e régiment de dragons « Platen ». Le 22 juin 1726, Bornstedt est promu major et devient lieutenant-colonel le 4 janvier 1738. À ce titre, Bornstedt participe au siège et à la prise de Glogau lors de la campagne 1740/42 et reçoit pour cela l'ordre Pour le Mérite. Bornstedt combat également à Mollwitz et Chotusitz. Il est nommé colonel le 11 avril 1741 et commandant du régiment le 23 juillet 1741.
Promu major général à la mi-janvier 1743, Bornstedt est, à partir de la fin mars, chef d'un groupe d'officiers prussiens qui combattent comme volontaires avec l'armée impériale sous les ordres de Charles Alexandre de Lorraine contre les Français. Le 14 novembre 1743, il retourne en Prusse et le roi Frédéric II nomme Bornstedt chef du 9e régiment de cuirassiers « Möllendorff (de) ». Le 24 juin 1744, il devient également chanoine à l'abbaye Notre-Dame (de) d'Halberstadt. Au cours de la campagne 1744/45, Bornstedt mène la deuxième rencontre sur l'aile droite de la bataille de Hohenfriedberg et est blessé au bras pendant les combats.
Fin octobre 1750, il suscite le mécontentement du roi à cause de Frédéric II. Des rapports sur les excès du régiment dans la garnison d'Oppeln sont connus. Il menace Bornstedt de perdre son poste de chef. Début septembre 1751, Bornstedt démissionne le 1er octobre 1751 et reçoit le grade de lieutenant général avec une pension de 1 000 thalers. Il meurt d'une pneumonie le 17 février 1752 dans son domaine du Guttentag en Haute-Silésie.

### Famille
Bornstedt se marie deux fois. Sa première épouse est Sophie Henriette von Podewils (1710-1745). Il a avec elle deux fils et trois filles, dont :
- Bernhard Heinrich (1726-1758), sous-lieutenant prussien du 9e régiment de dragons « Holstein-Gottorp »[13]
- Friedrich Leopold Ludwig (1728-1796) marié avec Maria Antonia Josepha von Blacha (de) (1738-1807)

Sa seconde épouse est Elisabeth von Weyherr (de) (1730-1756), avec qui il a leur fils Moritz (1751-1780).